# 北京城门

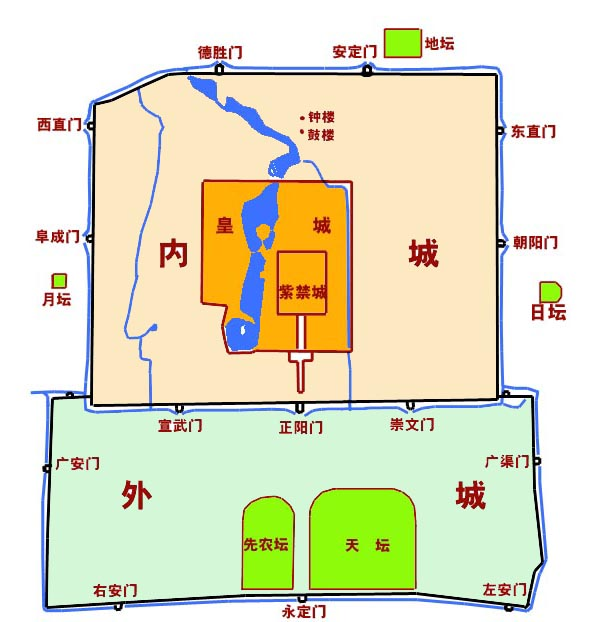
北京各城门位置及名称

北京城门是明清北京城各城门的总称。根据等级以及建筑规格的差异，分为宫城城门、皇城城门、内城城门、外城城门四类。明清北京城有宫城城门四座（一称六座）、皇城城门四座（一称六座、或七座、或八座）、内城城门九座、外城城门七座，在民间有“内九外七皇城四”的说法。

## 外城城门
北京外城共有七门，南面三门，东西各一门，此外还有两座便门。外城的城樓都比內城矮小。最高大的是位於中軸線最南端的永定門，城樓約高20米，為重檐歇山頂，面闊7間，進深3間，於正陽門遙相呼應。其次是廣寧門（現名廣安門），该门只是比永定門矮了一點。廣渠門、左安門、右安門都是單檐歇山頂一層的城樓，高度仅15米左右，東便門和西便門形制更小。
外城城门外在明朝建成之后只有瓮城，直至乾隆时期才增筑箭楼。与城楼相同，外城箭樓的形制也比内城箭楼更小。永定門箭樓正面有兩排箭孔，每排7孔，左右兩側兩排箭孔，每排3孔，共有26個箭孔。箭樓的後面沒有抱廈，只有一道門。而廣安、廣渠、左安、右安四門又次之，只有22個箭孔。東便門和西便門最小，只有8個箭孔。与内城瓮城不同的是，外城瓮城城门均设在箭楼下，与城门门洞在一条直线上，而且瓮城内没有关帝庙。

### 永定门
位于外城南垣正中。清朝乾隆三十一年（1766年）仿照内城城门重建，为重檐歇山顶灰筒瓦绿琉璃剪边，两层楼，通高26米，面阔五间（24米），进深三间（10.5米）。箭楼规制甚小，面阔仅三间（12.8米），进深一间（6.7米），单檐歇山顶灰瓦。瓮城为方形，东西宽42米，南北深36米，外侧两端抹为圆角。箭楼辟两层箭孔，南面每层7个，东西每层3个。箭楼城台下辟单孔券门。永定门瓮城于1950年拆除，箭楼、城楼于1957年拆除。2004年在原城楼偏北的位置重建了城楼。

### 左安门
位于外城南垣东端。城楼为单层单檐歇山式，灰筒瓦，面阔三间（16米），进深1间（9米），高6.5米，连城台通高15米。瓮城为半圆形，东西宽23米，南北深29米。箭楼为单层单檐歇山小式建筑，灰筒瓦顶，面阔三间（13米），深一间（6米），高7.1米，箭孔和瓮城门洞设置与永定门相同。1930年代将城楼、箭楼拆除，1953年将两楼城台及瓮城拆除。
- 左安门俗称“江擦门”。“江擦”为“礓礤”(jiāng cǎ)的谐音，在中国古建筑中，礓礤（或作礓磋）指石制的、没有梯级的坡状台阶。

### 右安门
位于外城南垣西端。俗称“丰宜门”（因金中都丰宜门在其附近）或“南西门”。其城楼、瓮城、箭楼的规制与尺寸同左安门相同。1956年将瓮城、箭楼拆除，1958年将城楼拆除。

### 广渠门

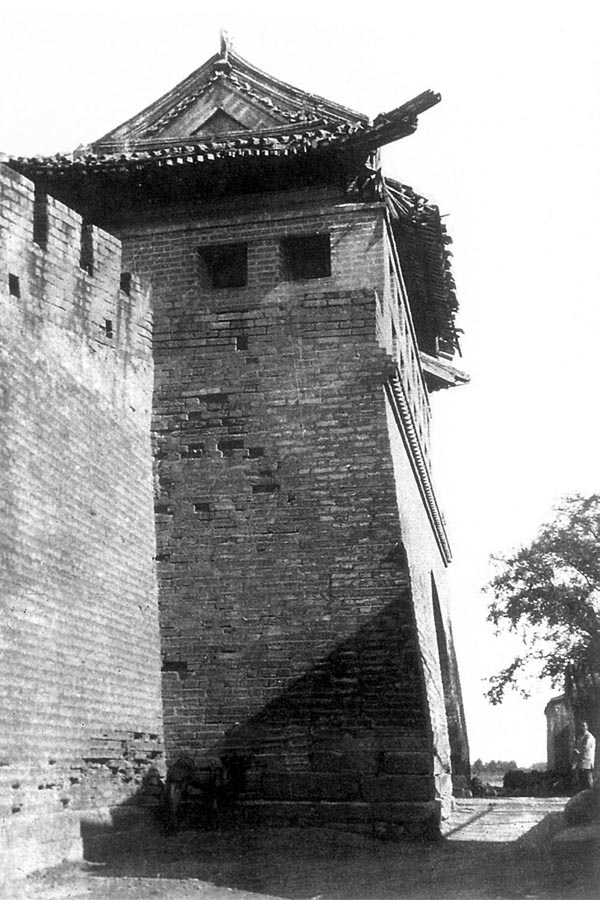
1920年的广渠门箭楼

位于外城东垣正中偏北。俗称“沙窝门”。规制与左安门相同。1930年代将箭楼拆除，1953年将城楼、瓮城拆除。

### 广安门

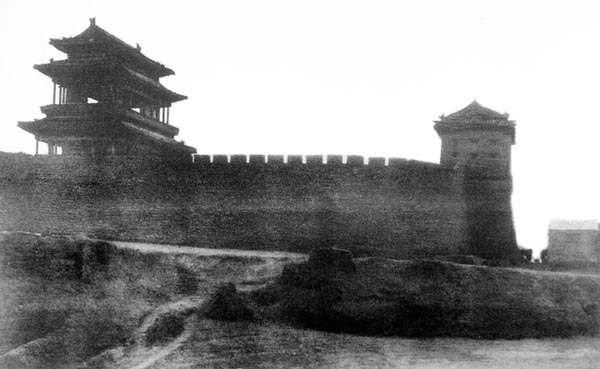
1910年的广安门城楼及箭楼

位于外城西垣正中偏北。明代称广宁门，又名彰义门（该门与金中都彰义门在同一轴线上）。清朝道光年间为避清宣宗旻宁之讳改为现名。原规制与广渠门相同，乾隆三十一年，以该门为南方各省进京的主要通路，故提高城门规格，仿永定门城楼加以改建。改建后的广安门城楼高两层，重檐歇山顶灰筒瓦绿琉璃剪边，通高26米，面阔三间（13.8米），进深一间（6米）。瓮城原为半圆形，乾隆时改建为圆角方形，宽39米，深34米。广安门瓮城及箭楼于1940年代拆除，城楼于1957年拆除。

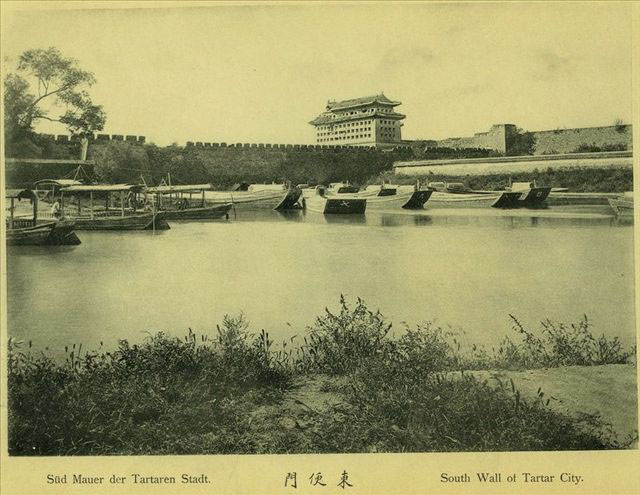
1900年的东便门外，远处箭楼为内城东南角楼，左边为外城城墙，右边较高的为内城城墙，前方河道为护城河。

### 东便门
位于外城东北角。嘉靖时修筑外城，财力不足，因此在此处将东南角楼包入，留一临时性城门作为出入通道，故未命名，及至建成10年后才命名为东便门。城楼规制与左安门等城门相似，但更为窄小，面阔只有11.2米，进深为5.5米，城楼连城台通高12.2米。东便门城门下没有辟券门，而是设置过木式方门。箭楼为乾隆时添建，设箭孔两层，北面每层4孔，东西每层2孔。东便门瓮城、箭楼于1930年代失修拆除，城楼于1958年修建北京火车站时拆除。

### 西便门

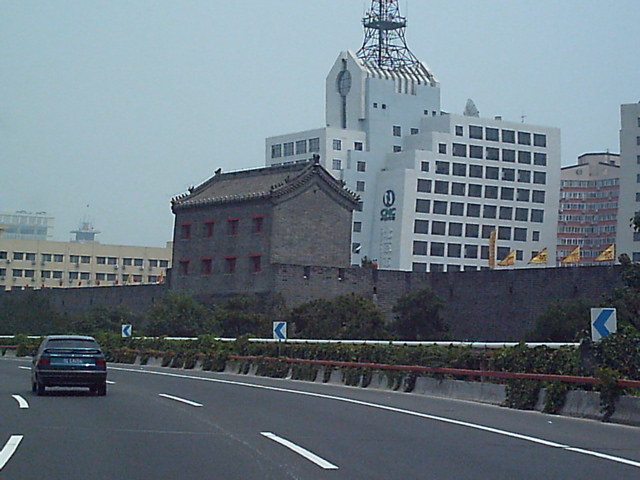
西便门附近内城墙与外城墙交汇处，前为二环路（2004年7月）

位于外城西北角。城楼通高10.5米，其他形制、尺寸与东便门相同。西便门城楼、箭楼、瓮城于1952年拆除。

## 内城城门

### 正阳门

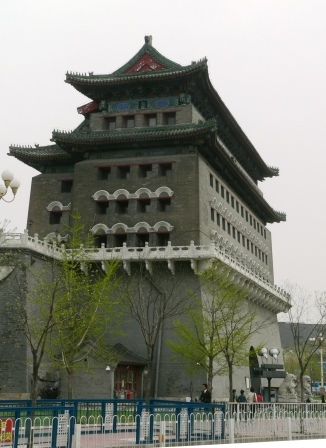
正阳门箭楼

位于北京内城南垣正中。明永乐十七年修筑，原沿用元大都城南面正中城门之名——丽正门，正统时改为现名。正阳门城楼位于高13.2米的城台上，楼高两层、27.76米，面阔七间（41米），进深三间（21米），为重檐歇山顶，灰筒瓦绿琉璃剪边。城台正中辟有券门，门内设千斤闸。正阳门南设有箭楼，俗称“前门”，亦宽七间，后有抱厦，楼上南面设四层箭孔，每层13个（内城其余八门箭楼为每层12个箭孔），东西各设4层箭孔，每层4孔。箭楼与门楼之间为瓮城，宽108米，深85米，东西设有两座闸楼，于闸楼下开券门，门内也有千斤闸。平时箭楼及东闸楼下的城门关闭，出入百姓绕行西闸楼下券门。
正阳门箭楼在1900年义和团拳民焚烧前门外大栅栏时被飞溅火星引燃烧毁，城楼在当年冬天被生火取暖的印度士兵不慎烧毁，后均重建。为改善交通，正阳门瓮城在1915年被北洋政府内务总长朱启钤拆除。1965年经周恩来批示，正阳门城楼和箭楼得以保留。
北京内城的瓮城内都各有一座庙，而唯独正阳门有两座庙，东为关帝庙，西为观音庙。正阳门关帝庙内塑像为明朝原物，清朝皇帝由天坛郊祭回宫时必在庙内拈香。庙内有“三宝”，一为大刀，一为关帝画像，一为白玉石马。文革期间，正阳门关帝庙与观音庙一同拆除。

### 崇文门

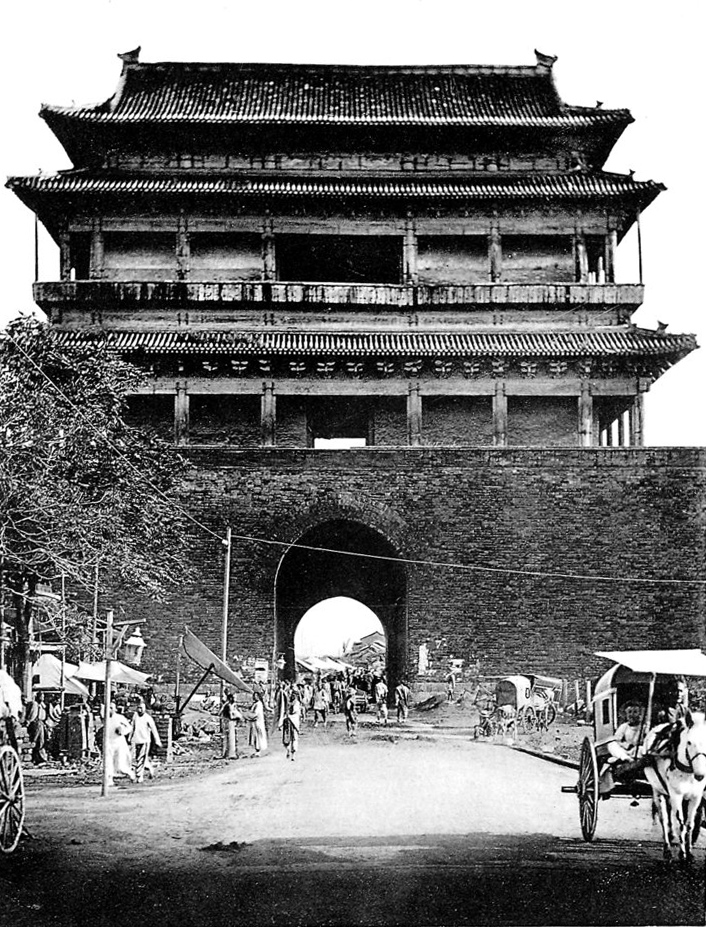
1900年的崇文门（海岱门）

位于内城南垣东边，又名海岱門(俗称哈德门)。永乐十七年修建。正统朝之前名为文明门，沿用元大都城文明门之名。正统朝后取《左传》“崇文德也”之典改名崇文门。并在正统朝期间增建瓮城、闸搂、箭楼。
崇文门城楼面阔五间（通宽39.1米），进深三间（24.3米），城楼为两层，连同城台通高35.2米。重檐歇山顶，灰筒瓦绿琉璃剪边。箭楼与正阳门箭楼形状相似，但尺寸略小。瓮城宽78米，深86米，西面辟闸楼、券门。崇文门关帝庙在瓮城内东北角，南向。1900年，崇文门箭楼在义和团之乱中被英军开炮击毁，1920年拆除。1950年拆除崇文门瓮城。1966年拆除崇文门城楼。
- 崇文门是“景门”，有光明、昌盛之门的含义，其标志是镇海的崇文铁龟。由于靠近通惠河，崇文门也是北京各城门中最繁忙的城门，在明朝、清朝和民国初期均设有税关，所有进城货物、乃至入京大臣的随身行李，都要在崇文门纳税。慈禧太后“梳妆费”和民国时期总统年薪都由崇文门关税中支出。1924年冯玉祥发动北京政变后崇文门税关方告撤消。

- 在每天关闭城门的时候，只有崇文门会通过敲钟来提醒要出入城门的人。而其他城门则敲击一种形状扁平的打击乐器，这种乐器发声如“嘡”。因此老北京有“九门八嘡（点）一口钟”的说法，同时老北京口语里常说的“钟点”大概也来源于此。在过去北京南郊大兴县一带有很多酿酒的作坊，酒车常从崇文门进城，因此崇文门多走酒车，也有了“崇文门进酒车，宣武门出囚车”的说法。

- 文革期间拆除崇文门城楼时，发现该楼为明代所建的大木结构，木料为金丝楠木。其中部分木料后来用于故宫和天安门的翻修工程。

### 宣武门

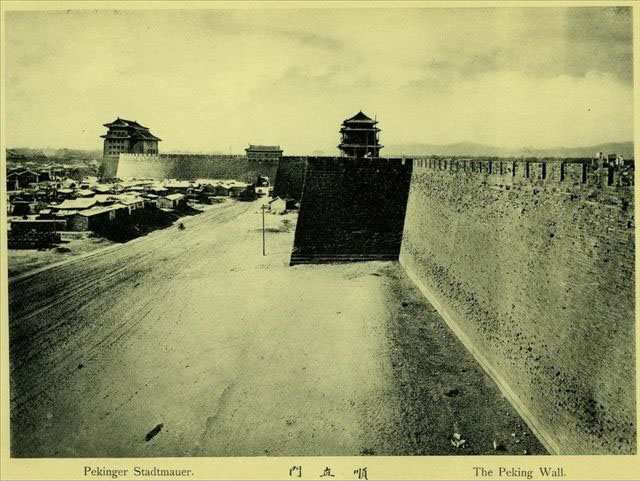
1900年的宣武门（顺直门）远景

位于内城南垣西边。永乐十七年扩建北京南城墙时修建。正统朝之前沿用元大都城顺承门之名，民间谐音俗称为“顺治门”。正统朝时重建城楼，增建瓮城、闸搂、箭楼，并取张衡《东京赋》“武节是宣”改称宣武门。
宣武门城楼面阔五间（通宽32.6米），进深三间（23米），城楼为两层，连同城台通高33米。重檐歇山顶，灰筒瓦绿琉璃剪边。箭楼与正阳门箭楼形状相似，但尺寸略小。瓮城宽75米，深83米，东面辟闸楼、券门。宣武门关帝庙在瓮城内西北角，南向。1927年拆毁宣武门箭楼，1930年拆除宣武门瓮及箭楼城台，1965年拆除宣武门城楼。
- 宣武门俗称「死门」，多走囚车。其原因是当时北京的墓地多在今陶然亭一带，所以送葬的人多出宣武门，清代的刑场在菜市口，押送死囚的车也出宣武门。宣武门的标志是报时的宣武午炮。

### 东直门

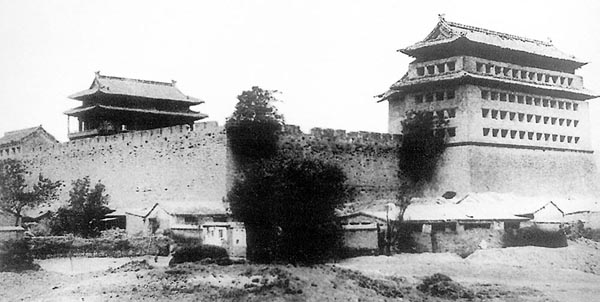
1908年东直门

位于内城东垣北边。原址为元大都崇仁门。永乐十七年取“东方盛德属木、为春”和“直东方也，春也”之意，改为现名。
东直门城楼面阔五间（通宽31.5米），进深三间（15.3米），城楼为两层，连同城台通高34米。重檐歇山顶，灰筒瓦绿琉璃剪边。箭楼与正阳门箭楼形状相似，但尺寸略小。瓮城为元朝末年所修，因为当时崇仁门为东垣正中城门，因此瓮城几乎为正方形，南北宽68米，东西深62米，南面辟闸楼、券门。东直门关帝庙在瓮城东北角，南向。1915年修建环城铁路时拆毁东直门瓮城和闸楼，1930年拆除东直门箭楼。1958年拆除箭楼城台。1965年拆除东直门城楼。
- 东直门的镇门之宝为门外之铁塔，铁塔内供奉有一座石雕的药王爷像。东直门多走运木料的车。

- 东直门瓮城尺寸在北京内城各门中是最小的，因此门内关帝庙也没有关羽塑像，而是用木制神主代替。老北京民间谚语中有“九门十座庙，一座无神道”之语，即指东直门关帝庙。

### 朝阳门

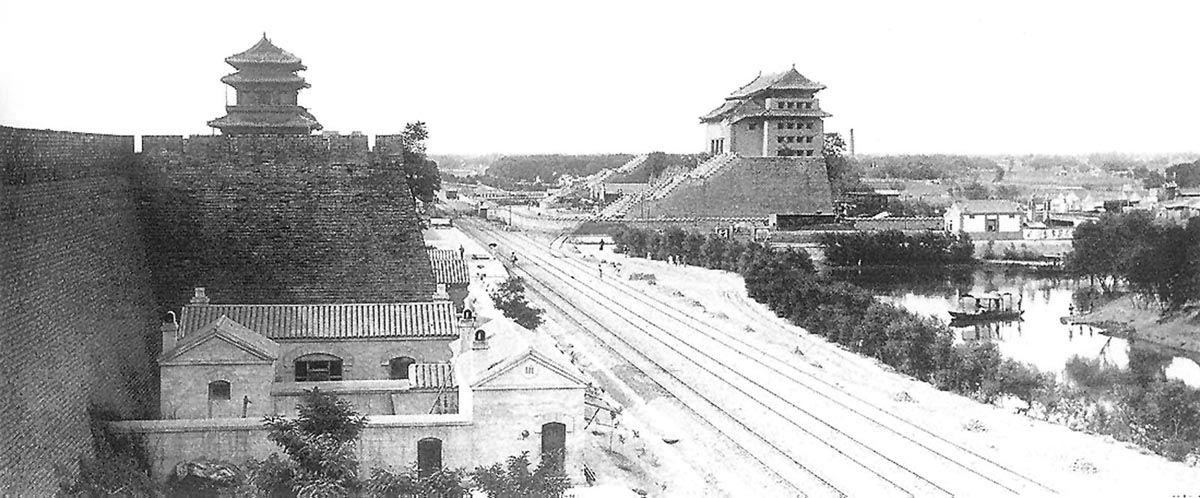
1905年的朝阳门及箭楼

位于内城东垣正中。原址为元大都齐化门。民间俗称亦为齐化门。朝阳门城楼、箭楼形制与崇文门相似，城楼宽31.35米，深19.2米，城楼连同城台通高32米。瓮城宽68米，深62米，北侧辟闸楼、券门，朝阳门关帝庙位于瓮城东北角，南向。1900年朝阳门箭楼被日军火炮击毁，1903年重建。1915年修建环城铁路时拆除瓮城。1953年拆除城楼及其城台。1958年拆除箭楼。
- 朝阳门是北京的粮门，多走粮车。原因是该门离京杭大运河通惠河段很近，南方通过京杭大运河运来的漕粮都由此门入城，存放在朝阳门内的几座大仓库内。也正因如此，朝阳门的标志是瓮城门洞上所刻的一枝谷穗。朝阳门也有“杜门”的别称，有休息的意思。

### 西直门

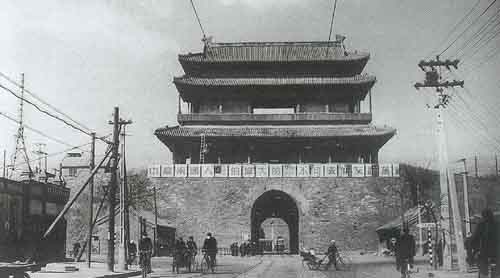
1953年的西直门城楼

位于内城西垣北边。原址为元大都和义门。永乐十七年取西方属义之理改为现名。西直门城楼、箭楼形制与东直门相似，城楼宽32米，深15.6米，城楼连同城台通高32.75米。瓮城宽68米，深62米，南侧辟闸楼、券门，西直门关帝庙位于瓮城东北角，南向，1930年代被拆除。西直门是北京最后一座保存完整的城门，但1969年修建北京地铁时仍将瓮城、箭楼、城楼全部拆除。其间曾在箭楼城台中发现元代修建的和义门瓮城门洞，但亦被拆除。
- 由于北京城内水质不佳，皇宫用水皆取自玉泉山，每天清晨，水车从西直门入城。因此西直门多走水车，其标志也就是瓮城的一块刻着水纹的石头。

- 和义门瓮城修建于元顺帝至正十九年，明初又继续使用了60多年，直至正统年间统一重修城门时才被包砌入箭楼城台中。

### 阜成门

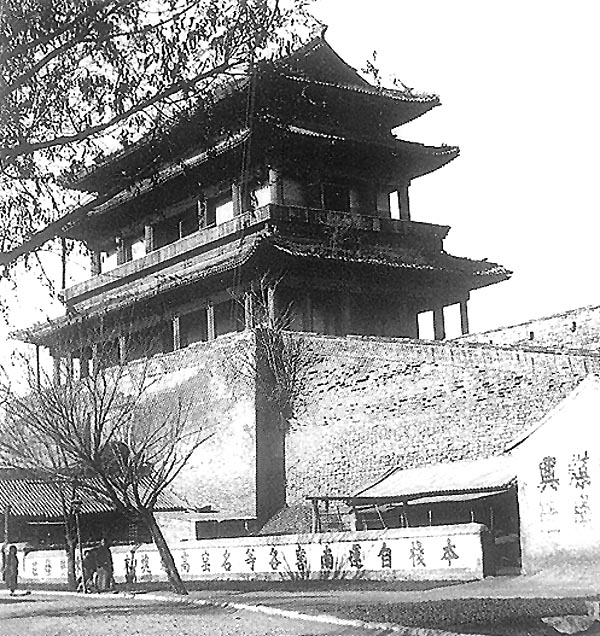
1930年的阜成门城楼

位于内城西垣正中。原址为元大都平则门。民间俗称亦为平则门。明洪武14年重修，正统元年重建。取《尚书》“六卿分职各率其属，以成九牧，阜成兆民”之典，改称阜成门。
阜成门城楼、箭楼形制与朝阳门相似，城楼宽31.2米，深16米，城楼连同城台通高30米。瓮城宽74米，深65米，北侧辟闸楼、券门。阜成门关帝庙位于瓮城东北角，南向。1935年拆除箭楼与闸楼。1953年拆除瓮城和箭楼城台。1965年拆除城楼。
- 由于此门离西山最近，而西山门头沟出产的煤又是北京城里必不可少的燃料，故煤车都从此门进城。也因此，阜成门之标志是瓮城墙壁上刻着的一朵梅花。由于标志“梅”“煤”同音，老北京间有“阜成梅花报春暖”的说法。阜成门也叫“惊门”，有“公正”之意。

### 德胜门

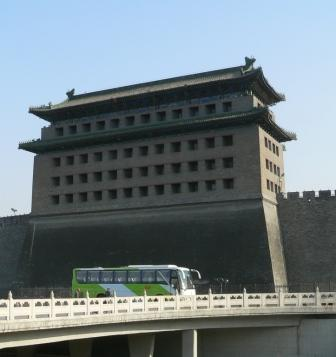
德胜门箭楼

位于内城北垣西侧。明初将元大都健德门改称德胜门，寓意明军以德取胜。洪武四年改筑北京城垣时向南移建。城楼宽31.5米，深16.8米，城楼连同城台通高36米。瓮城宽70米，深118米，在内城各城门中仅次于正阳门。瓮城西侧辟闸楼、券门。德胜门真武庙位于瓮城北边正中，南向。1915年拆除瓮城。1921年拆除城楼。1955年拆除城台。因该门瓮城南北进深很长，箭楼位置比安定门箭楼偏北50余米，未阻挡地铁施工，因此未被拆除。1979年拟拆除箭楼，后得以保留。
- 明清军队凯旋时从此门入城，仁义之师要从此门出入，因此此门多出入兵车。德胜门也叫“修门”，有品德高尚之意。

### 安定门

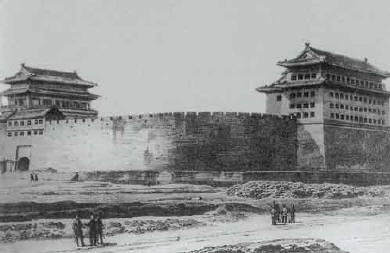
1860年安定门与箭楼

位于内城北垣东侧。明初将元大都安贞门南移修建，并改称安定门，取“天下安定”之意。城楼宽31米，深16.05米，城楼连同城台通高36米。瓮城宽68米，深62米。瓮城西侧辟闸楼、券门。1915年拆除瓮城。1969年拆除箭楼、城楼。
- 北京内城其他七座城门的瓮城内都建有关帝庙，惟独安定门和德胜门瓮城内修建的是真武大帝庙。军队出发亦从此门出城。

- 安定门也叫“生门”，有“丰裕”之意，所以皇帝要从此门出去到地坛祈祷丰年。安定门外的粪场比较多，因此粪车多从安定门出入。

- 拆除安定门前，曾对城楼建筑作应力测试，用钢丝捆缚城楼大木支柱，然后用绞车拖拉，楼体倾角至15度仍未倒塌。

### 内城新辟城门
内城9门之外，为了交通便利，自清末到民国又开了几座城门。

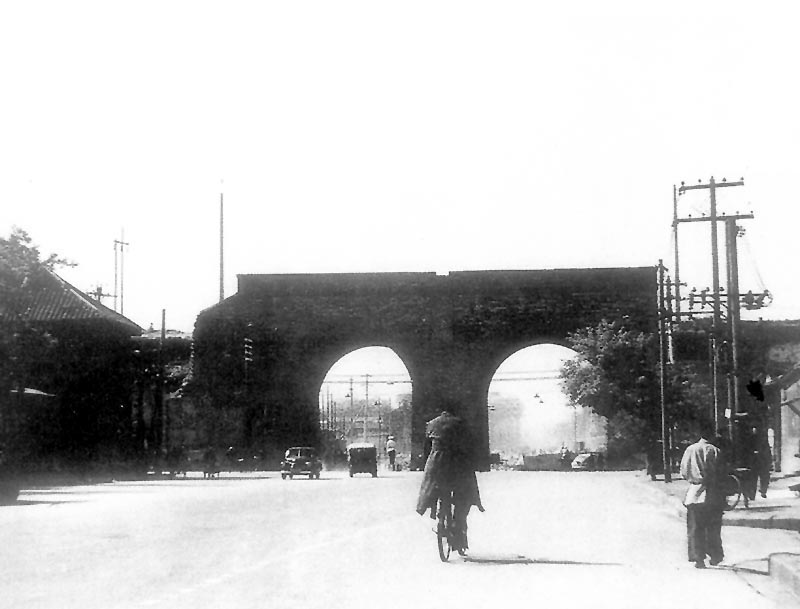
1956年的和平门门券

- 水关门：位于内城南城墙，正阳门和东面崇文门之间。1905年东交民巷使馆界工部局将水关河道上加盖水泥板，并在城墙上原水关位置开辟门洞，形成城门，以便日后围城时即时撤至正阳门火车站。门洞内安置铁门两扇，两侧挖有耳室，供值班卫兵休息。
- 和平门：位于内城南城墙，正阳门和西面宣武门之间。1926年开辟，以便利内外城之间的交通。该门无城楼、瓮城之设，仅仅是在墙体上开辟两个门洞，并将该处墙体略增高增厚。初名“新华门”，1927年改名“和平门”，以区别于中南海新华门。门洞高13米，宽10米，各装两扇铁门。1958年将门洞拆除，改为豁口。
- 建国门：位于内城东垣南端，北京古观象台东北角处。1939年北京市政府拆除此处城墙，开辟一宽7.9米的倒八字形豁口，取名“启明门”。1945年改称建国门。1957年随内城城墙一道拆除。
- 复兴门：位于内城西垣南端，与建国门相对的位置。1939年北京市政府拆除此处城墙，开辟一宽7.4米的倒八字形豁口，取名“长安门”。1945年改称复兴门，并增建一座高12.6米的城台和一座宽10米的单券拱门。1955年拆除。

## 皇城城门
北京皇城共有八门，但不同时期不同人群将其中部分忽略，因而有四门、六门、七门、八门等说法。
- 皇城六门：这一说常见于明朝，当时以大明门（后改称大清门、中华门）为皇城正门，承天之门（清改称天安门）为宫城外门，不包括在皇城城门之列。因此皇城城门包括大明门、长安左门、长安右门、东安门、西安门和厚载门（又称北安门，清改称地安门）。其中南北中轴各一门，南垣东西各一门，东西垣各一门。
- 皇城四门：这一说常见于清朝，尤其是民间，包括天安门、地安门、东安门、西安门。民间说法“内九外七皇城四”中所指的皇城四门就是这四座。
- 皇城七门：这一说常见于清朝，包括明代皇城六门加上天安门，或者说是皇城四门加上长安左门、长安右门、大清门。天安门为皇城正门。天安门位于宫城的午门和大清门之间的中轴线上。
- 皇城八门：八门之说见于清代编纂的一些北京地方史志，包括皇城七门以及天安门和午门之间中轴线上的端门。

### 大明门

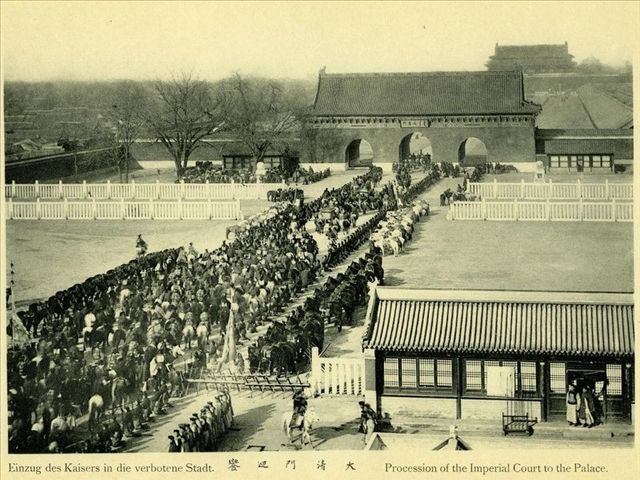
1902年大清门迎鸾

明代大明门、清代大清门、民国中华门，皇城正门。为砖石结构宫门式建筑，基础为汉白玉须弥座，单檐歇山顶黄琉璃瓦，面阔五楹，正中辟三门阙，汉白玉门槛。1644年清顺治元年改名为“大清门”。门上镶嵌汉白玉石匾，上有青金石琢磨的“大清门”三字，背面为“大明门”三字。辛亥革命后，1912年将此门改名为中华门，改悬蓝地金字“中华门”木匾。为扩建天安门广场，在苏联专家的建议下，于1954年被拆除。现址为毛主席纪念堂。

### 长安左门
长安左门又称“长安东门”，位于天安门左前方，今劳动人民文化宫南门偏东处。规制与大明门相似。门三阙，券门，汉白玉石门槛，单层歇山黄琉璃瓦顶，红墙，基础为汉白玉石须弥座。长安左门为皇城天安门的东复门。因明清最高一级科举考试——殿试（春闱）后，考中进士的考生姓名会被写在一张长长的黄榜上，在鼓乐御杖引导下，从午门接出，向南经天安门，再向东至长安左门出来，张挂在长安左门外临时搭建的龙棚内。参加科举殿试的举子们在此等候“传胪”（举子们纷纷聚集于此看榜），一旦金榜題名，犹如鱼跃龙门，所以古时人又称此门为"龙门"，或谓"孔圣门",意由孔圣之学而登此"龙门"。为附'左青龙、右白虎'之意，又称"青龙门"。为扩建长安街，于1952年8月拆除。

### 长安右门
长安右门又称“长安西门”，位于天安门右前方，今中山公园南门偏西处。规制与大明门相似。长安右门为天安门的西复门。每年的 '秋审'、'朝审'，都在此门内举行，届时各省及刑部的死囚均要入此门进行讯问，确认无疑者即绑缚刑场执行。犯人提押至长安右门下车，再由长安右门的南门洞走入，一字形地跪在公案桌前，听候审讯。明清时在此门内的西千步廊勾决死刑犯人，每年冬至这天的一大早，所有的死刑犯就要被装进囚车，押赴刑场砍头（明代要押送到西四牌楼，清代则要押送到菜市口）。因此，囚犯一旦被押入长安右门就如同进了“虎口”，凶多吉少，很难生还，故称此门为“鼍（音：tuó）门”，俗称“虎门”。为附'左青龙、右白虎'之意，又被称为“白虎门”或“虎门”。为扩建长安街，1952年8月拆除。

### 承天门

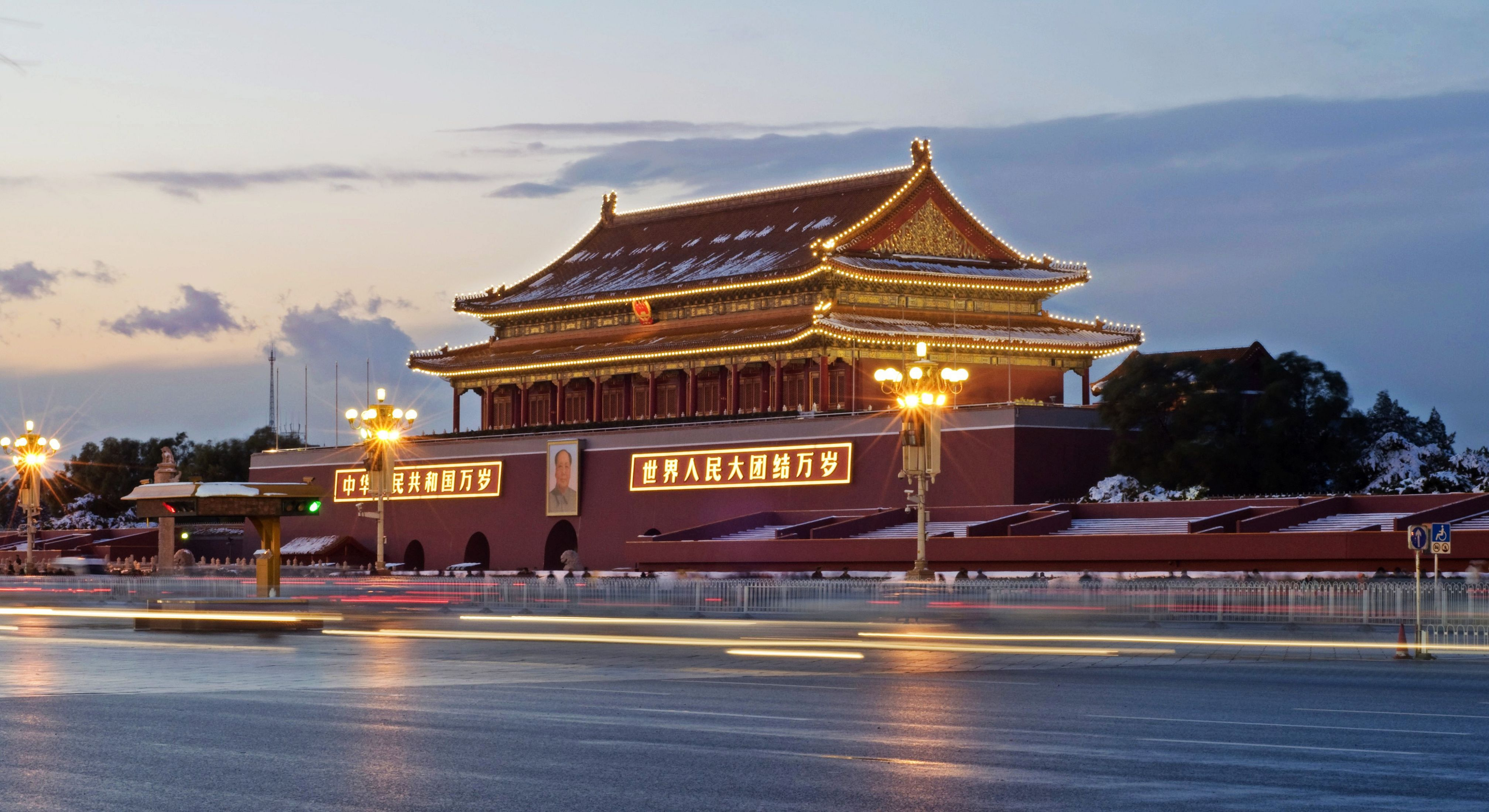
2009年拍摄

天安门（承天门）明代永乐年以前，承天门只是一个木牌坊，可是被烧毁了，于明永乐十五年（1417年）始建为城门，永乐十八年（1420年）竣工，沿用原名承天门，意为“承天启运，受命于天。”清顺治八年（1651年）改建后称天安门，取“受命于天，安邦定国”之意。《大明会典》以大明门为皇城正门，承天之门和端门则为宫城正门的外门。《大清会典》则称“天安门为皇城正门”，大清门为正门外的复门。城门建于城台之上，在高1.59米、平面2000余平方米雕刻精美的汉白玉须弥座上，有高10余米的红色墩台。城台通高14.6米，辟五道门阙。城台上为九间五进重檐歇山顶殿宇（明初为五间三进）式城楼，覆黄琉璃瓦，通高33.7米（在1970年重修后，升高了一米，通高34.7米）。城楼内60根巨大的红漆描金木柱托举着巍峨的城楼，重檐歇山顶，面宽九间，进深五间，重檐歇山，充分体现了皇帝九五至尊的威严。金龙和玺彩绘的天花板上悬挂着精美宫灯。1958年对城台进行改造，将登城马道包入城台内。后又有多次改造、翻修和大修。中华人民共和国成立后共经历过四次修缮。
天安门是明清两代皇帝颁诏之地。遇有新皇登基，大婚，祭天祭地等重大庆典活动和皇帝父母进宫才会启用，另外皇帝御驾亲征或大将出征，都要在天安门前祭路，祭旗，以求马到成功，凯旋归来。天安门前长安街北沿正对东、西王公桥与品级桥中间部位，立有一对高达10米，重达20吨，汉白玉制成的华表，明、清时期的华表，取“华丽屋饰外表”之意，变成了皇家主体建筑的高大陪衬物。华表一般立在皇宫和陵寝前。立在陵寝前的称作“墓表”。华表由三部分组成：台座、台柱和承露盘上的小兽。承露盘上的小兽叫犼，是古代传说中的动物，喜欢望天，所以也叫望天犼或朝天犼。同样的华表在天安门前、后各有一对，共四只。天安门前一对华表上的犼头朝南，叫做“望君归”，即希望皇帝不要留恋外面的山水而废弃朝政，应该及时回到宫中处理政务。天安门后的一对华表上的犼头朝北，面向皇宫，叫做“望君出”，即希望皇帝不要整天在宫中行乐，要及时出宫体察民情。两华表内侧各有一座高大的汉白玉精心雕成的石狮，立于王公桥外侧栏杆（靠品级桥一侧的栏杆）桥头。天安门前、后各有一对石狮，东雄西雌，头部歪向内侧，仿佛守卫皇帝的“御路”，象征皇帝的尊贵和威严。城楼前这两对雄健的石狮和挺秀的华表巧妙地相互配合，使天安门气势磅礴，成为一座完整的古代建筑艺术杰作。城楼前有外金水河，宫城内有内金水河。这条河是从北京的西北方向被引过来的，而在阴阳五行中，西属金，北属水，所以这条河命名为金水河，河上飞架7座汉白玉雕栏石桥，中间一座最宽阔的称“御路桥”，专为皇帝而设；“御路桥”两侧有宗室亲王过往的“王公桥”；“王公桥”左右的“品级桥”是供三品以上官员行走的；四品以下的官员和兵仡，夫役只能走“公生桥”。公生桥架在太庙也就是今天的劳动人民文化宫和社稷坛也就是今天的中山公园门前。

### 端门

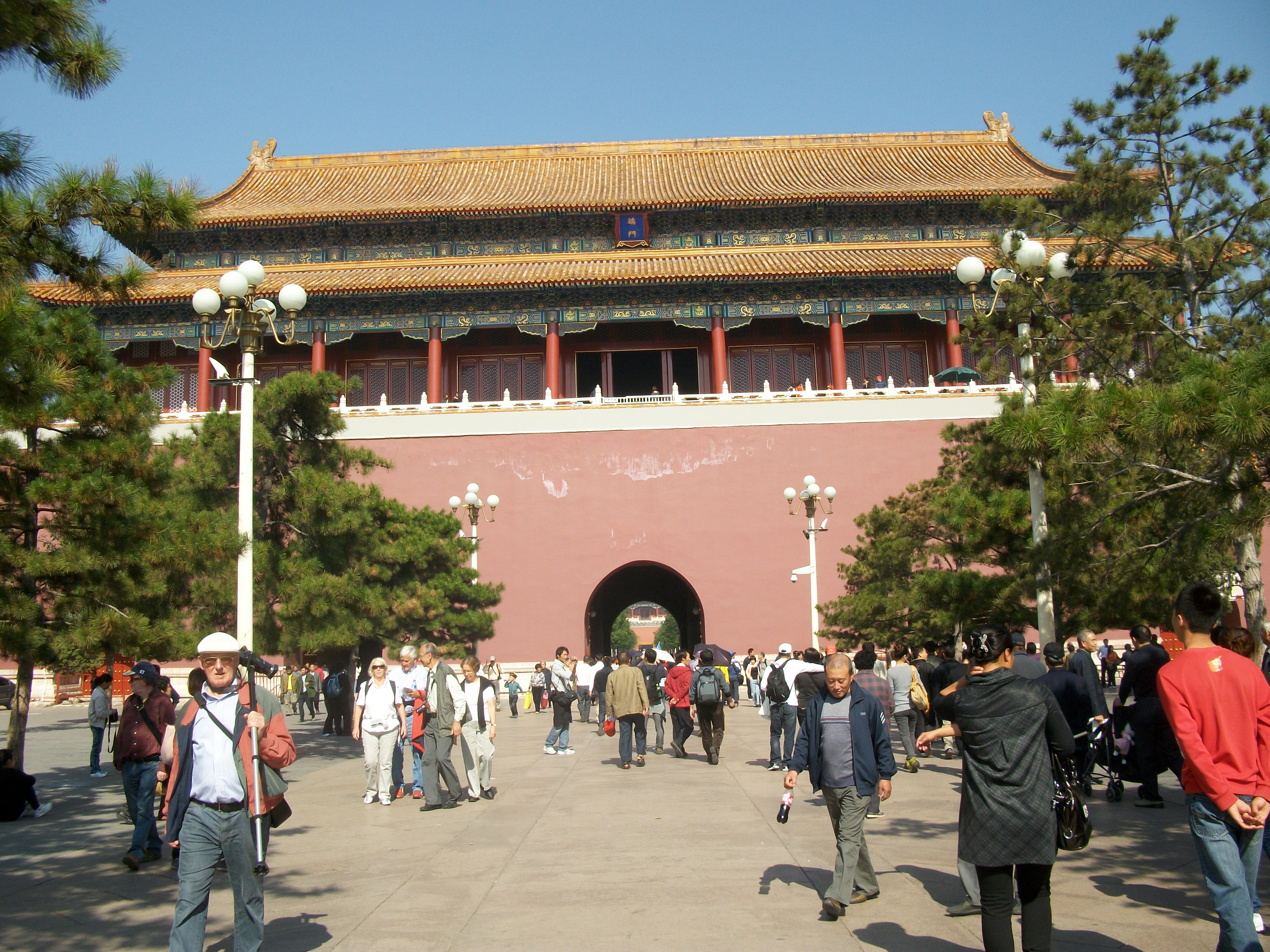
2010年3月端门

位于皇城天安门与宫城午门之间，南北中轴线上，始建于明永乐十八年（1420年），清康熙六年（1667年）重修，康熙二十八年（1689年）重建，并增建城台、城墙。1955年大修。“端门”意为“端正之门”。在天安门之北，其规制与天安门相同。为五门阙。端门可以算作午门的外门（宫城外门），相当于周礼天子五门之制里的雉门或库门。
明清时，逢皇帝上朝，百官皆跪于端门，待皇帝召见，方可穿过端门、午门左门洞或右门洞、太和门而入太和殿觐见。端门城楼在明清两代主要是存放皇帝仪仗用品之处。中华民国大陆时期及中华人民共和国成立后，端门城楼是历史博物馆的文物仓库。

### 东安门
位于皇城东垣偏南，单檐歇山顶黄琉璃瓦，木结构殿宇式建筑，面阔七间，进深三间，中辟三门，各有一对红漆金钉门扇。门内另有东安里门，为随墙门式建筑。1912年2月27日，袁世凯为避免南下就任总统，唆使曹锟率北洋军发动壬子兵变，东安门被烧毁。2001年将遗址清出辟皇城遗址公园。

### 西安门
位于皇城西垣偏北。规格同东安门。1950年12月1日因附近摊贩不慎失火而被焚毁，后文化部文物局制作楠木模型纪念。

### 厚载门
位于皇城北垣中轴线上。明朝时称为“北安门”。规格同东安门，但体量稍大。1954年至1956年拆毁。

## 宫城城门

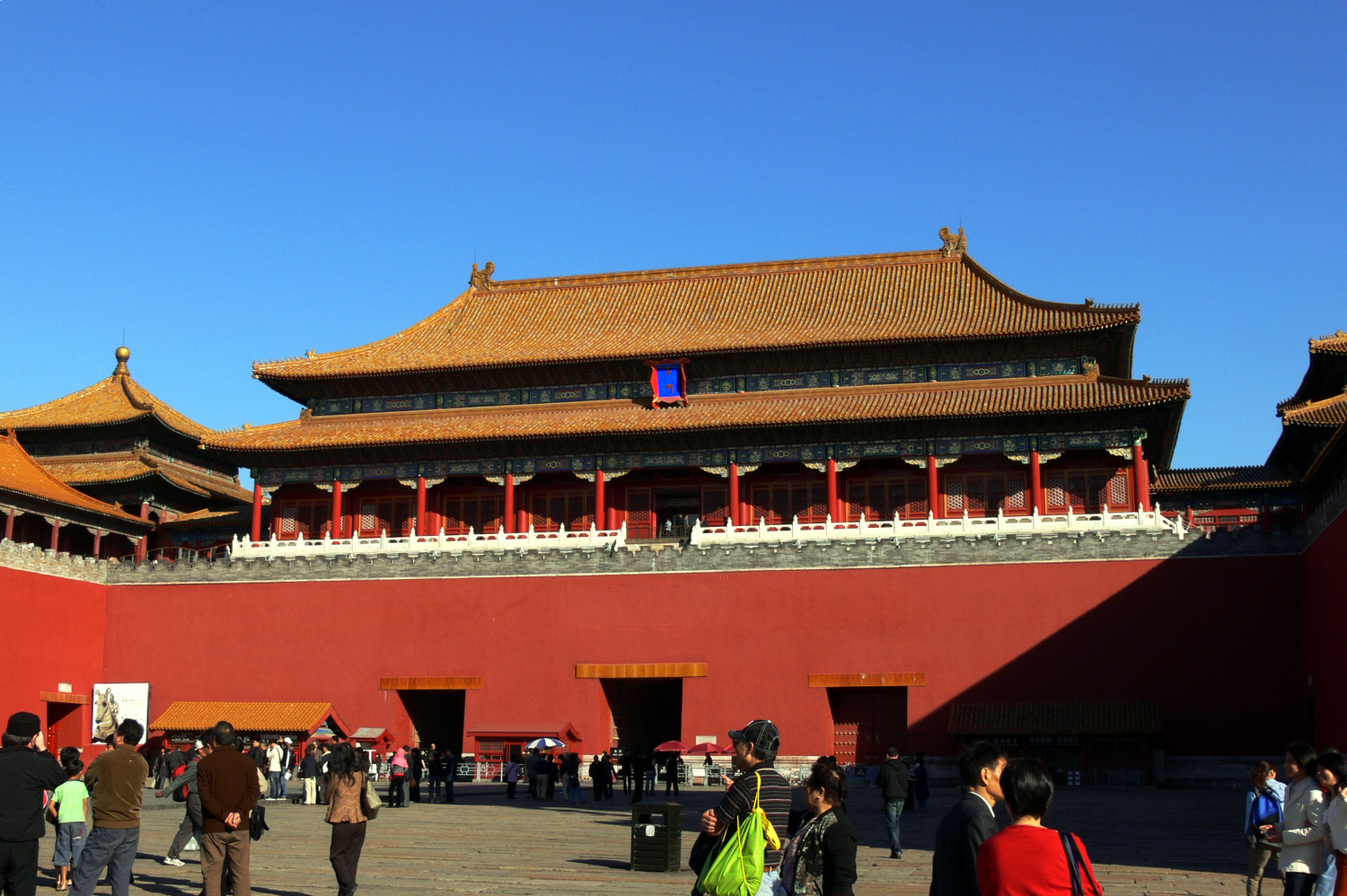
午門

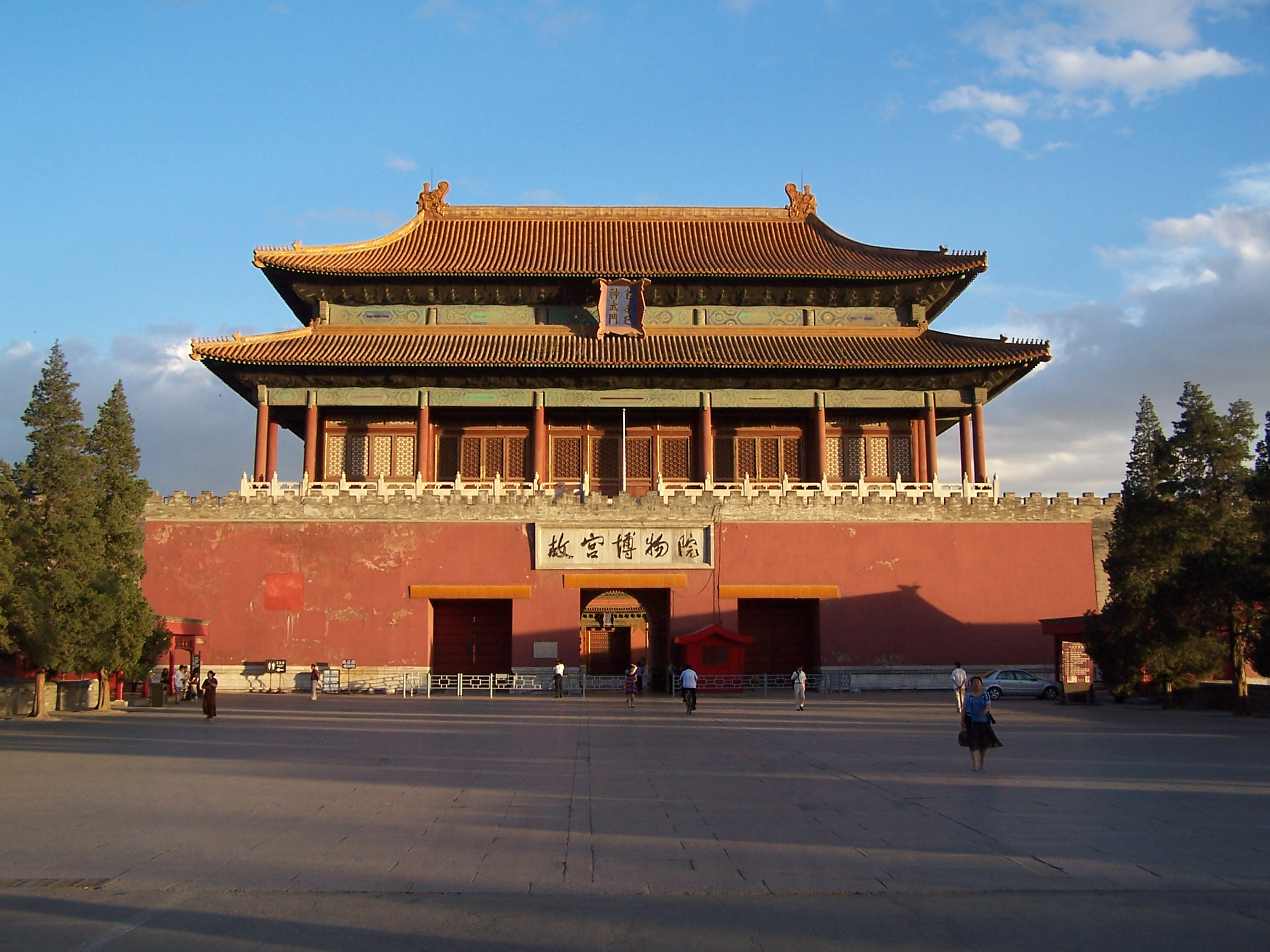
神武门

通常说法宫城辟四门：午门、神武门、东华门及西华门。
此外，《清会典》中有宫城六门的记载，是将午门东西两阙下的左右掖门算作单独的城门。
另明代有紫禁城八門一说，包括宫城四门、左右掖门，及后来算作皇城城门的承天门（天安门）和端门。

### 午门
宫城正门。建于13.5米高的凹字形城台上，正楼为九间五进重檐庑殿顶殿宇，左右为深阔各五间的方亭，向南各以十三间廊庑（俗称“雁翅楼”）与南端方亭连接。乾隆朝后在城台左右两阙下分置嘉量、日晷。城台正中辟三门阙，为过梁式方门，城台左右拐弯处有两座掖门。

### 神武门
宫城北门。五间三进重檐庑殿顶殿宇，无雀替。下为三阙过梁式方门。明清时此门外还有北上门，1950年代拆除。

### 东华门

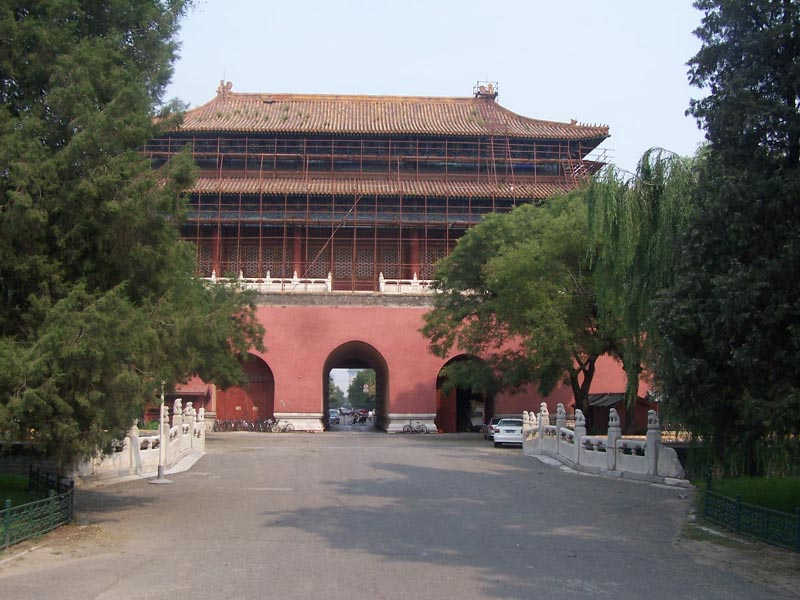
东华门

宫城东门，规制与神武门相同。

### 西华门
宫城西门，规制与神武门相同。